# Marek Szydło
Marek Szydło (ur. 2 września 1977 we Wrocławiu) – polski prawnik, profesor nauk prawnych, nauczyciel akademicki Wydziału Prawa, Administracji i Ekonomii Uniwersytetu Wrocławskiego, specjalista w zakresie prawa administracyjnego gospodarczego, przewodniczący Rady Legislacyjnej przy Prezesie Rady Ministrów.

## Życiorys
W okresie szkolnym był stypendystą Krajowego Funduszu na rzecz Dzieci. 2001 ukończył studia na kierunku prawo na Wydziale Prawa i Administracji Uniwersytetu Wrocławskiego. Tam też na podstawie napisanej pod kierunkiem Leona Kieresa rozprawy pt. Władztwo administracyjne w prawie administracyjnym gospodarczym uzyskał w 2004 stopień naukowy doktora nauk prawnych w zakresie prawa, natomiast w 2007 na podstawie dorobku naukowego oraz monografii pt. Swobody rynku wewnętrznego a reguły konkurencji. Między konwergencją a dywegencją otrzymał stopień doktora habilitowanego nauk prawnych w zakresie prawa. W 2015 prezydent Bronisław Komorowski nadał mu tytuł profesora nauk prawnych.
Jego zainteresowania naukowe obejmują prawo publiczne, w tym publiczne prawo gospodarcze, prawo konstytucyjne, prawo administracyjne, prawo Unii Europejskiej, prawo międzynarodowe, a także prawo prywatne związane z działalnością gospodarczą: prawo konkurencji, prawo regulacji sektorowej (energetyczne, transportu kolejowego, telekomunikacyjne, pocztowe), prawo samorządu terytorialnego i gospodarki komunalnej.
Został profesorem nadzwyczajnym w Instytucie Nauk Administracyjnych na macierzystym wydziale i profesorem nadzwyczajnym Wyższej Szkoły Bankowej we Wrocławiu. Od 2008 ekspert do spraw legislacji w Biurze Analiz Sejmowych Kancelarii Sejmu. W tym samym roku uzyskał uprawnienia radcy prawnego. Prowadzi kancelarię prawną wraz z bratem.
W czerwcu 2018 został powołany przez premiera Mateusza Morawieckiego na stanowisko Przewodniczącego Rady Legislacyjnej XIII kadencji.
W 2019 został członkiem Rady Doskonałości Naukowej I kadencji. W latach 2021–2023 członek i przewodniczący Rady Naukowej Instytutu De Republica. 